# Lista pierwszych wydań dzieł Stanisława Lema drukiem zwartym

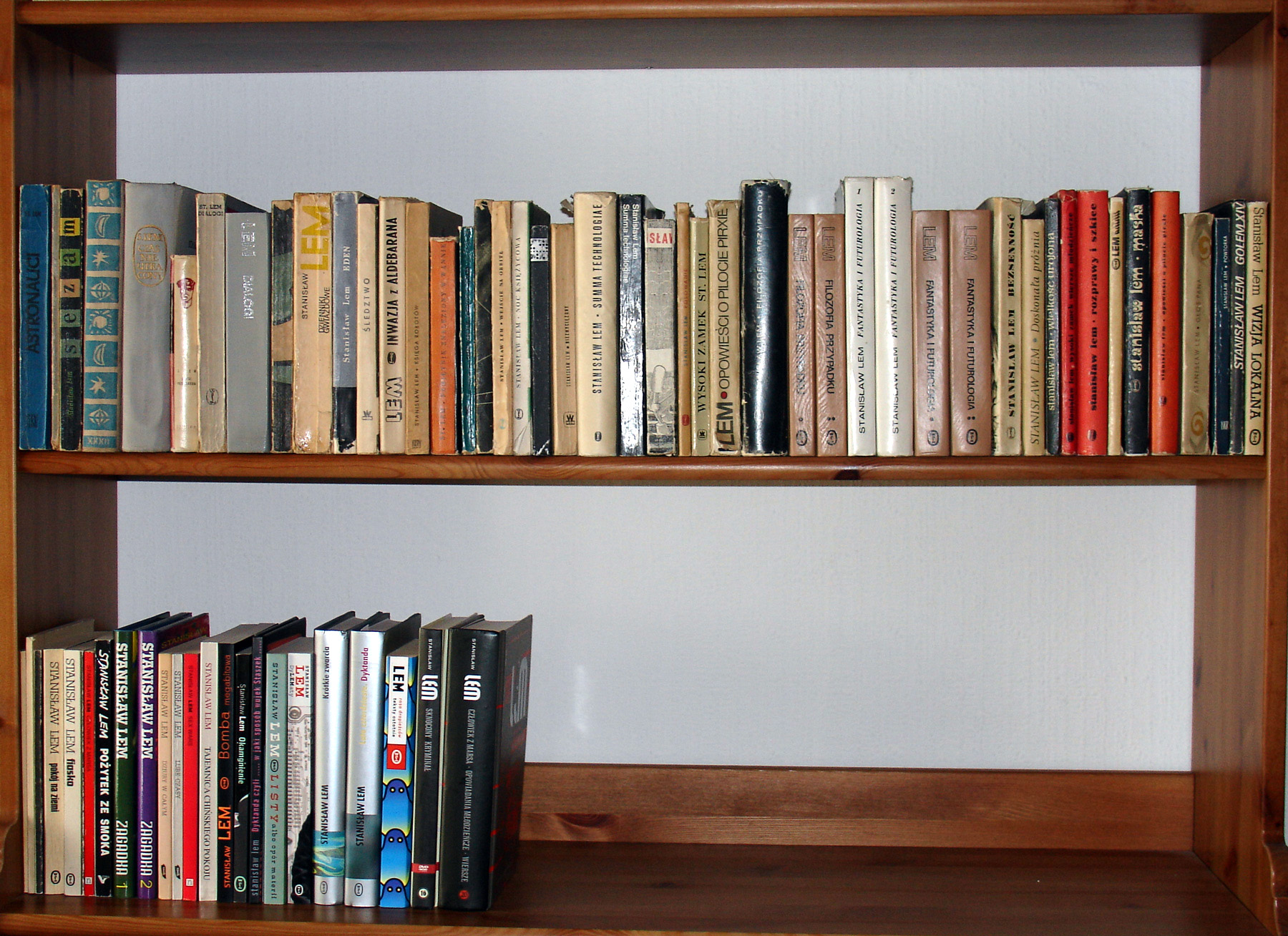
Kolekcja pierwszych książkowych wydań tekstów Stanisława Lema (do roku 2010)

Stanisław Lem jest najczęściej tłumaczonym polskim autorem pod względem liczby przekładów całych książek i jednym z najczęściej tłumaczonych pod względem liczby języków. Jego książki zostały przetłumaczone na 41-42 języki, w łącznym nakładzie ponad 30 milionów egzemplarzy. Sam autor wspominał o 44 językach (niektóre tłumaczenia są pirackie) i liczbie wydań pojedynczych między 1350 a 1400. Ponad 7,5 milionów egzemplarzy jego dzieł sprzedano w Niemczech, 6 mln w Rosji, a ponad 5 mln w Polsce.
Dorobek literacki Stanisława Lema obejmuje m.in. powieści i opowiadania fantastyczno-naukowe, detektywistyczne i powieść autobiograficzną, eseje futurologiczno-filozoficzne, publicystykę literacką, felietony, wiersze, listy, scenariusze słuchowisk radiowych, widowisk telewizyjnych, filmowe, dramaty, a także posłowia i przedmowy do prac innych autorów (m.in. braci Strugackich czy Philipa K. Dicka) oraz recenzje. Wiele z nich nigdy nie ukazało się drukiem zwartym, niektóre pierwotnie drukowane były w czasopismach, by później zostać wydanymi w formie książkowej.
Różne wydawnictwa podjęły kilka prób wydania serii obejmującej dzieła zebrane Stanisława Lema. Pierwszą z nich w latach 1965–1976 podjęło Wydawnictwo Literackie, które w 27 tomach wydało 23 różne tytuły w serii „Dzieła wybrane”. Z kolei w latach 1982–1989 to samo wydawnictwo rozpoczęło wydawanie nowej serii „Dzieł”, jednak edycję zakończono po wydaniu 14 tytułów, mimo że niektóre z nich osiągały kilkusettysięczne nakłady. W latach 1994–1996 kolejną próbę wydania dzieł zebranych podjęło wydawnictwo Interart, ale po opublikowaniu 17 tytułów z 30 planowanych wydawnictwo zbankrutowało. W latach 1998–2005 po raz trzeci dzieła zebrane wydało Wydawnictwo Literackie, tym razem publikując całą zaplanowaną, składającą się z 33 tomów, serię pod redakcją i z posłowiem do każdego tomu Jerzego Jarzębskiego. Z kolei w ramach kolekcji „Biblioteki Gazety Wyborczej” w latach 2008–2010 ukazały się 33 tomy zbierające większość dzieł Lema, w tym kilka wcześniej niepublikowanych, z posłowiem Jerzego Jarzębskiego i różnymi dodatkami. Żadna z powyższych edycji dzieł zebranych nie była wydaniem krytycznym.

## Pierwsze wydania dzieł Lema w Polsce
Tabela zawiera listę pozycji wydanych w Polsce drukiem zwartym, zawierających pierwsze wydania tekstów Stanisława Lema.
| Rok  | Tytuł                                              | Zawartość | Wydawnictwo                                                            | Uwagi | Nakład      | Link |
| ---- | -------------------------------------------------- | --- | ---------------------------------------------------------------------- | --- | ----------- | ---- |
| 1951 | Astronauci                                         | Powieść fantastyczno-naukowa | Spółdzielnia Wydawniczo-Oświatowa „Czytelnik”                          | Pierwsza powieść pod względem daty wydania drukiem zwartym Okładka: Jan Miklaszewski; ilustracje: Bolesław Penciak | 10 370      |      |
| 1951 | Jacht „Paradise”. Sztuka w czterech aktach         | Sztuka sceniczna | Spółdzielnia Oświatowo-Wydawnicza „Czytelnik”                          | Współautor: Roman Hussarski Okładka: Jan Miklaszewski | 4 370       |      |
| 1954 | Sezam i inne opowiadania                           | Zbiór opowiadań fantastyczno-naukowych | Państwowe Wydawnictwo „Iskry”                                          | Okładka: Jan Młodożeniec | 20 000+176  |      |
| 1955 | Czas nieutracony                                   | Powieść realistyczna (trylogia) | Wydawnictwo Literackie                                                 | Pierwsza część trylogii (zamierzona na samodzielną powieść) ukończona we wrześniu 1948 r., co czyni ją pierwszą napisaną powieścią autora, ale wydana (z dopisanymi później pozostałymi częściami i z ingerencjami cenzorskimi) w 1955 r. | 10 000+175  |      |
| 1955 | Obłok Magellana                                    | Powieść fantastyczno-naukowa | Państwowe Wydawnictwo „Iskry”                                          | Okładka: Jan Młodożeniec | 20 000+205  |      |
| 1957 | Dialogi                                            | Eseje futurologiczno-filozoficzne | Wydawnictwo Literackie                                                 | Okładka: Kazimierz Mikulski Wydanie rozszerzone: 1972 r. | 3 000+205   |      |
| 1957 | Dzienniki gwiazdowe                                | Zbiór opowiadań fantastyczno-naukowych | Państwowe Wydawnictwo „Iskry”                                          | Okładka: Marian Stachurski Wydania zmienione i rozszerzone: Wydawnictwo Literackie 1966 r., „Czytelnik” 1971 r. | 20 000+205  |      |
| 1959 | Eden                                               | Powieść fantastyczno-naukowa | Państwowe Wydawnictwo „Iskry”                                          | Okładka: Maciej Hibner | 20 000+250  |      |
| 1959 | Inwazja z Aldebarana                               | Zbiór opowiadań fantastyczno-naukowych | Wydawnictwo Literackie                                                 | Obwoluta: Daniel Mróz | 10 000+205  |      |
| 1959 | Śledztwo                                           | Powieść detektywistyczna | Wydawnictwo Ministerstwa Obrony Narodowej                              | Okładka: Antoni Boratyński | 50 000      |      |
| 1961 | Księga robotów                                     | Zbiór opowiadań fantastyczno-naukowych | Państwowe Wydawnictwo „Iskry”                                          | Ilustracje i okładka: Daniel Mróz | 10 000+250  |      |
| 1961 | Pamiętnik znaleziony w wannie                      | Powieść fantastyczno-naukowa | Wydawnictwo Literackie                                                 | Okładka i obwoluta: Daniel Mróz | 10 000+253  |      |
| 1961 | Powrót z gwiazd                                    | Powieść fantastyczno-naukowa | „Czytelnik”                                                            | Okładka: Marian Stachurski | 20 250      |      |
| 1961 | Solaris                                            | Powieść fantastyczno-naukowa | Wydawnictwo Ministerstwa Obrony Narodowej                              | Okładka i obwoluta: Konstanty Maria Sopoćko | 10 000      |      |
| 1962 | Wejście na orbitę                                  | Eseje i publicystyka literacka | Wydawnictwo Literackie                                                 | Okładka: Zofia Darowska | 2 500+253   |      |
| 1963 | Noc księżycowa                                     | Zbiór opowiadań fantastyczno-naukowych i scenariuszy widowisk telewizyjnych                                                                                          | Wydawnictwo Literackie                                                 | Okładka i obwoluta: Daniel Mróz | 10 000+251  |      |
| 1964 | Bajki robotów                                      | Zbiór opowiadań fantastyczno-naukowych | Wydawnictwo Literackie                                                 | Okładka i ilustracje: Szymon Kobyliński | 7 000+290   |      |
| 1964 | Niezwyciężony i inne opowiadania                   | Minipowieść Niezwyciężony i zbiór opowiadań fantastyczno-naukowych                                                                                                   | Wydawnictwo Ministerstwa Obrony Narodowej                              | | 10 000+290  |      |
| 1964 | Summa technologiae                                 | Eseje futurologiczno-filozoficzne | Wydawnictwo Literackie                                                 | Okładka: Daniel Mróz Wydania rozszerzone: Wydawnictwo Literackie 1967 r., Wydawnictwo Lubelskie 1984 r. | 3 000+251   |      |
| 1965 | Cyberiada                                          | Zbiór opowiadań fantastyczno-naukowych | Wydawnictwo Literackie                                                 | Okładka i ilustracje: Daniel Mróz | 10 000+290  |      |
| 1965 | Polowanie                                          | Zbiór opowiadań fantastyczno-naukowych | Wydawnictwo Literackie                                                 | Okładka: Daniel Mróz | 7 000+290   |      |
| 1966 | Wysoki Zamek                                       | Powieść autobiograficzna | Wydawnictwo Ministerstwa Obrony Narodowej                              | Okładka: Piotr Borowy | 20 000+300  |      |
| 1968 | Filozofia przypadku                                | Eseje filozoficzne, publicystyka literacka | Wydawnictwo Literackie                                                 | Obwoluta według pomysłu Stanisława Lema: Barbara Konarzewska Wydania zmienione: 1975 r. oraz 1988 r. | 3 000+283   |      |
| 1968 | Głos Pana                                          | Powieść fantastyczno-naukowa | „Czytelnik”                                                            | Okładka i obwoluta: Andrzej Heidrich | 10 280      |      |
| 1968 | Opowieści o pilocie Pirxie                         | Zbiór opowiadań fantastyczno-naukowych | Wydawnictwo Literackie                                                 | Okładka i obwoluta: Andrzej Heidrich | 20 000+283  |      |
| 1970 | Fantastyka i futurologia                           | Eseje futurologiczno-filozoficzne, publicystyka literacka | Wydawnictwo Literackie                                                 | Okładka i obwoluta: Barbara Konarzewska Wydanie zmienione: 1972 r. | 5 000+283   |      |
| 1971 | Bezsenność                                         | Kongres futurologiczny i cztery opowiadania fantastyczno-naukowe | Wydawnictwo Literackie                                                 | Okładka i obwoluta: Daniel Mróz | 30 283      |      |
| 1971 | Doskonała próżnia                                  | Recenzje nieistniejących książek | „Czytelnik”                                                            | Okładka i obwoluta: Andrzej Heidrich | 20 290      |      |
| 1973 | Wielkość urojona                                   | Zbiór wstępów do nieistniejących książek | „Czytelnik”                                                            | Okładka według projektu Stanisława Lema | 30 290      |      |
| 1975 | Rozprawy i szkice                                  | Eseje i publicystyka literacka | Wydawnictwo Literackie                                                 | Okładka i obwoluta: Barbara Konarzewska Seria „Dzieła wybrane” | 10 000+283  |      |
| 1975 | Szpital Przemienienia                              | Powieść realistyczna | „Czytelnik”                                                            | Pierwsza część trylogii Czas nieutracony zamierzona początkowo na samodzielną powieść. W 1975 r. wydana po raz pierwszy osobno i bez ingerencji cenzorskich obecnych we wcześniejszych wydaniach. Oprawa graficzna: Jan Miklaszewski      | 20 290      |      |
| 1975 | Wysoki Zamek. Wiersze młodzieńcze                  | Powieść autobiograficzna Wysoki zamek i wiersze z okresu młodzieńczego                                                                                               | Wydawnictwo Literackie                                                 | Wiersze ukazały się wcześniej w „Tygodniku Powszechnym” w latach 1947-48. Okładka i obwoluta: Barbara Konarzewska. Seria „Dzieła wybrane”                                                                                                 | 40 000+283  |      |
| 1976 | Katar                                              | Powieść detektywistyczna | Wydawnictwo Literackie                                                 | | 100 000+283 |      |
| 1976 | Maska                                              | Zbiór opowiadań fantastyczno-naukowych i scenariuszy widowisk telewizyjnych                                                                                          | Wydawnictwo Literackie                                                 | Okładka i obwoluta: Barbara Paleta | 40 000+283  |      |
| 1979 | Powtórka                                           | Opowiadanie fantastyczno-naukowe i scenariusze słuchowisk radiowych                                                                                                  | Państwowe Wydawnictwo „Iskry”                                          | Oprawa graficzna: Andrzej Hałajkiewicz Seria „Fantastyka-Przygoda” | 50 000+300  |      |
| 1981 | Golem XIV                                          | Zbiór opowiadań fantastyczno-naukowych | Wydawnictwo Literackie                                                 | | 80 000+350  |      |
| 1982 | Wizja lokalna                                      | Powieść fantastyczno-naukowa | Wydawnictwo Literackie                                                 | Okładka i obwoluta: Włodzimierz Targosz | 50 000+350  |      |
| 1984 | Prowokacja                                         | Recenzje nieistniejących książek | Wydawnictwo Literackie                                                 | | 50 000+350  |      |
| 1986 | Biblioteka XXI wieku                               | Recenzje nieistniejących książek | Wydawnictwo Literackie                                                 | Posłowie: Jerzy Jarzębski | 100 000+350 |      |
| 1987 | Fiasko                                             | Powieść fantastyczno-naukowa | Wydawnictwo Literackie                                                 | Ostatnia powieść autora | 100 000+283 |      |
| 1987 | Pokój na Ziemi                                     | Powieść fantastyczno-naukowa | Wydawnictwo Literackie                                                 | | 100 000+283 |      |
| 1993 | Pożytek ze smoka                                   | Zbiór opowiadań fantastyczno-naukowych | Wydawnictwo Polskiego Towarzystwa Wydawców Książek i Wydawnictwo VERBA | Okładka: Michał Urbański |             |      |
| 1994 | Człowiek z Marsa                                   | Powieść fantastyczno-naukowa | Niezależna Oficyna Wydawnicza „Nowa”                                   | Pierwsze oficjalne wydanie drukiem zwartym. Po raz pierwszy ukazała się w 1946 r. w odcinkach w czasopiśmie „Nowy Świat Przygód”, w latach 80. dwukrotnie wydana fanzinowo. Posłowie: Jerzy Jarzębski                                     |             |      |
| 1995 | Lube czasy                                         | Zbiór felietonów publikowanych w „Tygodniku Powszechnym” w latach 1994-95 w ramach serii „Świat według Lema”                                                         | Społeczny Instytut Wydawniczy „Znak”                                   | Wybór: Tomasz Fiałkowski; oprawa graficzna: Wojciech Kołyszko |             |      |
| 1996 | Sex Wars                                           | Zbiór felietonów i esejów | Niezależna Oficyna Wydawnicza „Nowa”                                   | Oprawa graficzna: Małgorzata Śliwińska Wydanie zmienione i rozszerzone: Wydawnictwo Literackie 2004 r. |             |      |
| 1996 | Tajemnica chińskiego pokoju                        | Zbiór esejów publikowanych w polskiej edycji czasopisma „PC Magazine”                                                                                                | Towarzystwo Autorów i Wydawców Prac Naukowych „Universitas”            | Okładka: Jacek Szczerbiński |             |      |
| 1996 | Zagadka. Opowiadania                               | Zbiór opowiadań fantastyczno-naukowych | Wydawnictwo Interart                                                   | Posłowie: Jerzy Jarzębski; okładka: Roman Kirylenko; Seria „Dzieła” |             |      |
| 1997 | Dziury w całym                                     | Zbiór felietonów publikowanych w „Tygodniku Powszechnym” w latach 1995-97 w ramach serii „Świat według Lema”                                                         | Społeczny Instytut Wydawniczy „Znak”                                   | Wybór: Tomasz Fiałkowski; oprawa graficzna: Wojciech Kołyszko |             |      |
| 1999 | Bomba megabitowa                                   | Zbiór esejów publikowanych w polskiej edycji czasopisma „PC Magazine”                                                                                                | Wydawnictwo Literackie                                                 | Posłowie: Jerzy Jarzębski; okładka: Tomasz Lec |             |      |
| 2000 | Okamgnienie                                        | Zbiór esejów | Wydawnictwo Literackie                                                 | Okładka: Marek Pawłowski |             |      |
| 2000 | Przekładaniec                                      | Zbiór scenariuszy filmowych, widowisk telewizyjnych i słuchowisk radiowych                                                                                           | Wydawnictwo Literackie                                                 | Posłowie: Jerzy Jarzębski; okładka: Tomasz Lec Seria „Dzieła zebrane” |             |      |
| 2001 | Dyktanda czyli…                                    | Wzory dyktand dla siostrzeńca żony | Przedsięwzięcie Galicja                                                | |             |      |
| 2002 | Listy albo opór materii                            | Wybór listów autora do różnych osób i instytucji | Wydawnictwo Literackie                                                 | Posłowie: Jerzy Jarzębski; okładka: Tomasz Lec |             |      |
| 2003 | Dylematy                                           | Zbiór felietonów | Wydawnictwo Literackie                                                 | Posłowie: Jerzy Jarzębski; okładka: Tomasz Lec |             |      |
| 2003 | Mój pogląd na literaturę                           | Eseje i publicystyka literacka | Wydawnictwo Literackie                                                 | Posłowie: Jerzy Jarzębski; okładka: Tomasz Lec Seria „Dzieła zebrane” |             |      |
| 2004 | Krótkie zwarcia                                    | Wybór felietonów publikowanych w „Tygodniku Powszechnym” w latach 1994–2004                                                                                          | Wydawnictwo Literackie                                                 | Posłowie: Jerzy Jarzębski; okładka: Tomasz Lec Seria „Dzieła zebrane” |             |      |
| 2005 | Lata czterdzieste. Dyktanda                        | Debiutanckie opowiadania i wiersze z lat 40. oraz Dyktanda | Wydawnictwo Literackie                                                 | Posłowie: Jerzy Jarzębski; okładka: Tomasz Lec Seria „Dzieła zebrane” |             |      |
| 2006 | Rasa drapieżców. Teksty ostatnie                   | Zbiór felietonów publikowanych w „Tygodniku Powszechnym” w latach 2005–2006                                                                                          | Wydawnictwo Literackie                                                 | Wybór i posłowie: Tomasz Fiałkowski; okładka: Przemysław Dębowski |             |      |
| 2009 | Człowiek z Marsa. Opowiadania młodzieńcze. Wiersze | Powieść Człowiek z Marsa, opowiadania i wiersze ze zbioru Lata czterdzieste. Dyktanda oraz opowiadanie Siostra Barbara                                               | Agora SA                                                               | Posłowie: Jerzy Jarzębski; okładka: Krystian Rosiński; Kolekcja „Biblioteka Gazety Wyborczej” |             |      |
| 2009 | Sknocony kryminał                                  | Niedokończona powieść kryminalna Sknocony kryminał, dramat Korzenie. Drrama wieloaktowe oraz Dyktanda                                                                | Agora SA                                                               | Posłowie: Jerzy Jarzębski; okładka: Krystian Rosiński; Kolekcja „Biblioteka Gazety Wyborczej” |             |      |
| 2011 | Listy                                              | Korespondencja Lema ze Sławomirem Mrożkiem z lat 1956–1978 | Wydawnictwo Literackie                                                 | Współautor: Sławomir Mrożek; przedmowa: Jerzy Jarzębski |             |      |
| 2013 | Sława i Fortuna                                    | Korespondencja Lema z Michaelem Kandlem z lat 1972–1987 | Wydawnictwo Literackie                                                 | Książka zawiera listy jedynie Lema; przedmowa: Jerzy Jarzębski |             |      |
| 2016 | Planeta LEMa. Felietony ponadczasowe               | Wybór felietonów | Wydawnictwo Literackie                                                 | Wybór: Wojciech Zemek; posłowie: Jerzy Jarzębski |             |      |
| 2017 | Ogród ciemności i inne opowiadania                 | Zbiór opowiadań | Wydawnictwo Literackie                                                 | Wybór: Tomasz Lem; posłowie: Jerzy Jarzębski |             |      |
| 2018 | Boli tylko, gdy się śmieję…                        | Korespondencja z Ewą Lipską | Wydawnictwo Literackie                                                 | Współautorzy: Ewa Lipska i Tomasz Lem |             |      |
| 2018 | Diabeł i arcydzieło                                | Wybór esejów | Wydawnictwo Literackie                                                 | Wybór: Wojciech Zemek; posłowie: Jerzy Jarzębski |             |      |
| 2021 | Lem w PRL-u                                        | Wybór listów z okresu PRL | Wydawnictwo Literackie                                                 | Wybór i komentarz: Wojciech Orliński |             |      |
| 2024 | Biblioteka XXI wieku                               | Połączone wydanie Prowokacji (1984) oraz Biblioteki XXI wieku (1986) wraz z dodatkowymi, niepublikowanymi dotychczas po polsku, rozdziałami tekstu One human minute. | Wydawnictwo Literackie                                                 | |             |      |
| 2024 | I mów, że moja chwała z przyjaciół się bierze      | Korespondencja z Ursulą K. Le Guin z lat 1972-1984 | Wydawnictwo Literackie                                                 | Współautorka: Ursula K. Le Guin; tłumaczenie: Tomasz Lem |             |      |

## Wywiady ze Stanisławem Lemem
Oprócz książek własnego autorstwa, Stanisław Lem miał też wkład w pozycje będące zapisem przeprowadzonych z nim wywiadów i rozmów.
| Rok  | Tytuł                        | Autor             | Wydawnictwo                           | Uwagi | Nakład     | Link |
| ---- | ---------------------------- | ----------------- | ------------------------------------- | --- | ---------- | ---- |
| 1987 | Rozmowy ze Stanisławem Lemem | Stanisław Bereś   | Wydawnictwo Literackie                | Wcześniejsze wydanie niemieckie: Lem über Lem. Gespräche (Insel Verlag 1986 r.)                               | 10 000+350 |      |
| 2000 | Świat na krawędzi            | Tomasz Fiałkowski | Wydawnictwo Literackie                | |            |      |
| 2002 | Tako rzecze… Lem             | Stanisław Bereś   | Wydawnictwo Literackie                | Zawiera także poprzedni wywiad oraz jest uzupełnione o teksty usunięte przez cenzurę we wcześniejszym wydaniu |            |      |
| 2016 | Świat według Lema            | Peter Swirski     | Stowarzyszenie Inicjatyw Wydawniczych | Tłumaczenie z języka angielskiego: Paweł Powolny i Malgorzata Wojtunik-Ricketts                               |            |      |